# アガエテ
アガエテ（スペイン語: Agaete）は、スペイン・カナリア諸島州ラス・パルマス県のムニシピオ（基礎自治体）。アフリカ大陸沖合の大西洋に浮かぶカナリア諸島・グラン・カナリア島北西部に存在する。座標は北緯28度06分06分、西経15度42分03秒。

## 地理
アフリカ大陸西側の沖合に存在するグラン・カナリア島の北西部にあり、州都ラス・パルマスから約30kmの距離にある。中央ヨーロッパ時間(UTC+1)を採用しているスペイン本土とは異なり、カナリア諸島は西ヨーロッパ時間(UTC+0)を採用している。アガエテの面積は45.5km2、2013年の人口は5,796人であり、人口密度は124.31人/km2である。

### 神の指
歴史的には農業や漁業が経済の中心だったが、この数十年は観光業がもっとも重要な分野である。アガエテの海岸には、玄武岩でできた「神の指」(El dedo de dios)と呼ばれる海食柱がある。その名の通り、この海食柱の上部にかつては指に喩えられる細長い岩が存在しており、この町が「神の指」を眺める絶好の場所とされていて、観光客もよくこの岩を眺めていた。しかし、2005年11月に襲来した熱帯低気圧による嵐によって、指が破損してしまった。その後アガエテの町は、この岩の調査を専門家に依頼した。そして、2006年に岩の再建や保存に関するアドバイスを受けた。

### 集落
アガエテの自治体域には以下の集落があり、2013年の人口は以下のとおりである。。
- アガエテ : 3,739人
- バリェ・デ・アガエテ : 1,060人
- プエルト・デ・ラス・ニエベス : 687人
- エル・リスコ : 216人
- ロス・リャノス : 61人
- エル・オルニーリョ : 18人
- グアジェドラ : 9人
- エル・サオ : 6人

## 人口
| アガエテの人口推移 1842－2011                           |
|                                                         |
| 出典:INE（スペイン国立統計局）1900年 - 1991年、1996年 - |

## 見どころ
- フエルテ邸
- アガエテ旧市街の歴史的・芸術的町並み
- ベルビケ洞窟
- ラス・ニエベス修道院
- サン・セバスティアン・デ・アガエテ修道院
- カナリオの背＝リスコ海岸
- マイペス・デ・アリバ
- グアイェドラ谷
- ラ・パルミタ考古学ゾーン
- ラス・フローレス果樹園

## 姉妹都市
- ガラチコ（スペイン語版）（テネリフェ島）
- アラフォ（スペイン語版）（テネリフェ島）